# 勞斯
勞斯（Louth，i/ˈlaʊθ/）是英格蘭林肯郡的一個城鎮和民政教區。當地的地標有聖詹姆斯教堂和勞斯博物館。勞斯有眾多獨立的零售商。2012年，勞斯被BBC鄉村生活選為英國最喜歡的集鎮。

## 友好城市
- 法國 贝尔纳堡